# Clopton (Northamptonshire)
Pour les articles homonymes, voir Clopton.
Clopton est une paroisse civile et un village du Northamptonshire, en Angleterre.